# Oporinia henshawi
Oporinia henshawi là một loài bướm đêm trong họ Geometridae.